# Demonax masaoi
Demonax masaoi là một loài bọ cánh cứng trong họ Cerambycidae.